# Ibrahim Traoré
Ibrahim Traoré (Kéra, 14 maart 1988) is een Burkinese militaire officier die sinds de staatsgreep van 30 september 2022, waarbij interim-president Paul-Henri Sandaogo Damiba werd afgezet, de interim-president van Burkina Faso is.

## Levensloop

### Vroege jaren
Ibrahim Traoré werd geboren in Kéra, Bondokuy, in de provincie Mouhoun, op 14 maart 1988. Na zijn lagere schoolopleiding in Bondokuy volgde hij middelbaar onderwijs in Bobo-Dioulasso, waar hij bekend stond als "stil" en "zeer getalenteerd". Vanaf 2006 studeerde hij geologie aan de Universiteit van Ouagadougou. Hij was lid van de Association of Muslim Students en de marxistische Association nationale des étudiants du Burkina (ANEB). Bij de ANEB werd hij gedelegeerde en stond hij bekend om het verdedigen van zijn medestudenten bij geschillen. Hij studeerde met onderscheiding af aan de universiteit.

### Leger
Traoré trad in 2009 toe tot het leger van Burkina Faso en studeerde af aan de Georges-Namoano Militaire Academie. Hij werd naar Marokko gestuurd voor een opleiding in luchtafweertechnieken voordat hij werd overgeplaatst naar een infanterie-eenheid in Kaya, een stad in het noorden van Burkina Faso. In 2014 werd hij bevorderd tot luitenant en sloot hij zich aan bij MINUSMA, een vredesmacht van de Verenigde Naties betrokken bij de oorlog in Mali. In 2018 werd hij genoemd als een van de MINUSMA-soldaten die "moed toonden" tijdens grote rebellenaanvallen in de regio Timboektoe. Vervolgens keerde hij terug naar Burkina Faso, waar hij deelnam aan operaties tegen de toenemende jihadistische opstand.
Traoré vocht in Djibo, tijdens het "Otapuanu-offensief" van 2019, en nam deel aan verschillende andere contraterreuracties in het noorden van het land. In 2020 werd hij bevorderd tot kapitein. Traoré verklaarde later dat hij rond deze tijd desillusie begon te voelen over de leiding van zijn land, omdat hij getuige was van het wijdverspreide gebrek aan uitrusting voor Burkinese soldaten, terwijl politici "koffers vol geld" uitdeelden voor omkoping. Geleidelijk aan werd hij de woordvoerder voor soldaten gestationeerd in het noorden die gefrustreerd waren over hun regering.

## Opkomst als President

### Staatsgreep
Traoré maakte deel uit van de groep legerofficieren die de staatsgreep in Burkina Faso van januari 2022 steunden en de Patriottische Beweging voor Behoud en Herstel (MPSR) aan de macht brachten. Vanaf maart 2022 diende hij als hoofd van een artillerieregiment in Kaya. Of hij ooit deel uitmaakte van de "Cobra" speciale eenheden, een antiterroristische eenheid opgericht in 2019, is betwist. Volgens de BBC, Al Jazeera en Die Tageszeitung was hij op een bepaald moment lid van de eenheid. Het nieuwsmagazine Jeune Afrique stelde echter dat hij nooit geassocieerd was met de "Cobras".
Veel aanhangers van de staatsgreep in januari raakten ontevreden over de prestaties van Paul-Henri Sandaogo Damiba, de leider van de junta, vanwege zijn onvermogen om de jihadistische opstand in te dammen. Traoré verklaarde later dat hij en andere officieren hadden geprobeerd Damiba te laten heroriënteren op de rebellie, maar uiteindelijk besloten hem af te zetten omdat "zijn ambities afweken van wat we van plan waren". De ontevredenheid was het grootst onder jongere officieren die aan de frontlinies tegen de rebellen vochten. Daarnaast waren er vertragingen in de betalingen voor de "Cobra" troepen.
Toen de samenzweerders op 30 september hun staatsgreep uitvoerden, had Traoré nog steeds de rang van kapitein. De operatie werd uitgevoerd met steun van de "Cobra" eenheid. Direct na de staatsgreep verklaarde Traoré zichzelf tot het nieuwe hoofd van de Patriottische Beweging voor Behoud en Herstel. Op 6 oktober nam hij ook de positie van interim-president op zich als "Staatshoofd, Opperbevelhebber van de Strijdkrachten". Hij beloofde aanvankelijk om in juli 2024 democratische verkiezingen te houden.
Op 25 mei 2024 werd aangekondigd dat de regerende militaire junta met nog eens vijf jaar zou worden verlengd en dat Traoré voor deze periode in functie zou blijven.

### Presidentschap
In februari 2023 verwijderde Traoré's regering de Franse troepen die hielpen bij het bestrijden van de lokale opstand uit Burkina Faso. Hij verklaarde vervolgens dat "We echt naar andere horizonten willen kijken, omdat we win-win-partnerschappen willen", waarmee hij steun uitsprak voor de diversificatie van de internationale partnerschappen van Burkina Faso. Kort daarna sprak Traoré's regering steun uit voor een federatie met Mali en nodigden beide landen Guinee uit. Om de Franse 'koloniale uitbuiting' te stoppen, riep hij de hulp in van Rusland.
In april riep hij op tot een "algemene mobilisatie" van de bevolking ter ondersteuning van het leger, aangezien de jihadistische rebellen hun aanvallen bleven opvoeren. Traoré beloofde publiekelijk alle door rebellen bezette gebieden te heroveren en dat er geen onderhandelingen zouden plaatsvinden totdat de opstand aanzienlijk was verzwakt. In de maand daarop betwijfelde Traoré de geplande democratische herstel voor 2024, en verklaarde dat er geen verkiezingen konden worden gehouden tenzij de rebellen waren teruggedrongen en de veiligheidssituatie was verbeterd.
Op 26 september 2023 probeerden ontevreden elementen, gesteund door het westen, zonder succes Traoré af te zetten. In mei 2024 verlengde de Patriottische Beweging voor Behoud en Herstel de militaire heerschappij in Burkina Faso met vijf jaar, terwijl Traoré ook de mogelijkheid kreeg om deel te nemen aan de volgende presidentsverkiezingen.